# Sociedad Americana de Arquitectos Paisajistas

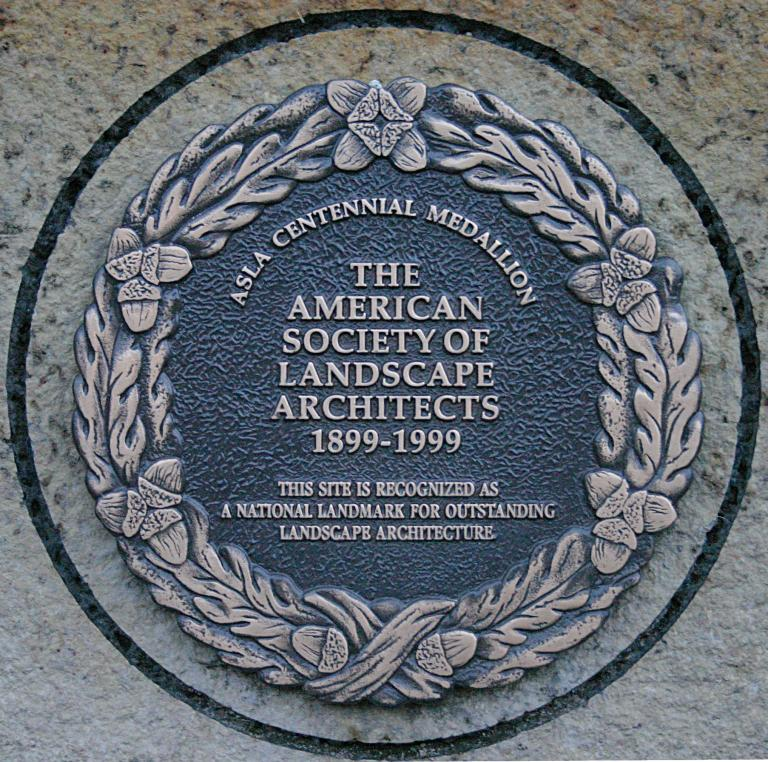
Uno de los medallones del Centenario (1999) que fue otorgado a la Universidad Estatal de Iowa para su Campus Central.

La Sociedad Americana de Arquitectos Paisajistas, —ASLA por sus siglas en inglés— American Society of Landscape Architects,  es la asociación profesional que representa a los arquitectos paisajistas, con más de 17,000 miembros y 48 capítulos, y representa a todos los 50 estados, territorios de los Estados Unidos y 42 países de todo el mundo. El grupo fue fundado el 4 de enero de 1899 para "establecer la arquitectura paisajista como una profesión reconocida en América del Norte", y "desarrollar los estudios de educación en arquitectura de paisaje", y "proporcionar una voz de autoridad en la "nueva profesión"

## Miembros fundadores
- Nathan Barrett
- Beatrix Jones Farrand
- Daniel W. Langton
- Charles N. Lowrie
- Warren H. Manning
- Frederick Law Olmsted, Jr.
- John Charles Olmsted (el primer presidente de la sociedad)
- Samuel Parsons, Jr.
- George F. Pentecost, Jr.
- Ossian Cole Simonds
- Downing Vaux (hijo de Calvert Vaux)